# Alberto Elmore
Alberto Augusto Federico Elmore Fernández de Córdoba, o simplemente, Alberto Elmore, (Lima, 28 de agosto de 1844 - Chorrillos, 7 de junio de 1916) fue un abogado, magistrado, diplomático y catedrático universitario peruano. Fue dos veces presidente del Consejo de Ministros (1891 y 1904) y tres veces ministro de Relaciones Exteriores (1887-1888, 1890-1891 y 1904).

## Biografía
Fue hijo del marino Federico Elmore Percy y de la quiteña Josefa Fernández de Córdoba Almestar. Hermano de Juan Federico Elmore y Teodoro Elmore. Estudió en el Seminario de Santo Toribio y en el Convictorio de San Carlos. Se recibió como abogado en 1867 y se graduó de doctor en Jurisprudencia en 1869.
Todavía joven inició su carrera docente, como catedrático en la Facultad de Ciencias de la Universidad Nacional Mayor de San Marcos (1867) y como profesor de Derecho Minero en la recién fundada Escuela Nacional de Ingenieros (1876). Luego fue catedrático en la Facultad de Jurisprudencia de San Marcos (1885-1892).
En la magistratura se inició como relator interino de la Corte Superior de Lima (1868); luego fue vocal interino de la Corte Superior de Ayacucho (1875-1876) y vocal de la Corte Superior de Lima (1883-1892).
En el primer gobierno del general Andrés A. Cáceres fue ministro de Relaciones Exteriores en el gabinete presidido por Aurelio Denegri, que desempeñó de 8 de noviembre de 1887 a 26 de abril de 1888. Bajo su gestión en la cancillería se fundó la Sociedad Geográfica de Lima como entidad destinada a propender el conocimiento del territorio y los recursos naturales del país, así como a acopiar los materiales para la defensa de los derechos territoriales controvertidos por los países vecinos. Dejó la cancillería por desacuerdos en torno a la administración pública.
El 11 de agosto de 1890 volvió a ser titular de la Cancillería, en el flamante gobierno del coronel Remigio Morales Bermúdez. El 24 de julio de 1891 asumió interinamente la presidencia del Consejo de Ministros (sin renunciar a la Cancillería), reemplazando a Mariano Nicolás Valcárcel. Renunció poco después por motivos de salud, aunque se rumoreó que lo hizo para preservar su independencia, ya que, al parecer, Valcárcel seguía manipulando al gabinete. Su renuncia fue aceptada el 14 de agosto de 1891. En la cancillería le sucedió su hermano Juan Federico Elmore.
Tras ser elegido vocal de la Corte Suprema de Justicia en 1892, renunció a su cátedra sanmarquina. Formó parte de la delegación peruana que asistió a la II Conferencia Internacional Americana, realizada en México (1901-1902), donde defendió la doctrina del arbitraje obligatorio en los conflictos internacionales.
Por tercera vez fue ministro de Relaciones Exteriores, así como presidente del Consejo de Ministros, nombrado por el presidente Serapio Calderón (sucesor del fallecido Manuel Candamo), quien, como hombre de leyes que era, deseaba tener a su lado a un vocal de la Corte Suprema. Desempeñó dicha función durante los cinco meses que duró dicho gobierno, de 14 de mayo a 25 de septiembre de 1904.
Posteriormente, representó al Perú en la reunión de la Comisión Internacional de Jurisconsultos realizada en Río de Janeiro (1912).

## Publicaciones
- Legislación sobre privilegios industriales (1885)
- Tratado de Derecho Comercial (2 volúmenes, 1888-1899). El segundo volumen abarca el Derecho Marítimo.[11]
- Ensayo sobre la doctrina de la intervención internacional (1896), inicialmente leído en 1881.
- Reformas del Código de Justicia Militar (1905)
- Proyecto de codificación del Derecho Internacional Privado (1914)